# Liste der Baudenkmäler in Blessem
Die Liste der Baudenkmäler in Blessem enthält die denkmalgeschützten Bauwerke auf dem Gebiet von Erftstadt-Blessem in Nordrhein-Westfalen (Stand: Juni 2024). Diese Baudenkmäler sind in der Denkmalliste der Stadt Erftstadt eingetragen; Grundlage für die Aufnahme ist das Denkmalschutzgesetz Nordrhein-Westfalen (DSchG NRW).

## Baudenkmäler
Die Liste der Baudenkmäler enthält Sakralbauten, Wohn- und Fachwerkhäuser, historische Gutshöfe und Adelsbauten, Industrieanlagen, Wegekreuze und andere Kleindenkmäler sowie Grabmale und Grabstätten, die eine besondere Bedeutung für die Geschichte Erftstadts haben.
Hinweis: Die Reihenfolge der Denkmäler in dieser Liste entspricht der offiziellen Liste und ist nach Bezeichnung, Ortsteilen und Straßen sortierbar.
| Bild                                                   | Bezeichnung                                            | Lage                                   | Beschreibung | Bauzeit | Eingetragen seit | Denkmal- nummer |
| ------------------------------------------------------ | ------------------------------------------------------ | -------------------------------------- | --- | ------- | ---------------- | --------------- |
| weitere Bilder                                         | Burg Blessem                                           | Radmacherstraße 9                      | Von der Burg Blessem ist nur die Vorburg erhalten. Über den trockengelegten Wassergraben führt eine Brücke zur korbbogigen Einfahrt, die auf zwei Halbsäulen ruht. Das Torhaus ist in das langgestreckte zweigeschossige, teilweise verputzte Backsteingebäude der Vorburg integriert. Im Anschluss an das Gebäude wurde 1898 ein dreigeschossiges Wohnhaus mit Schweifgiebel und einem seitlich angeschlossenen Treppenturm mit geschweifter Haube angebaut. An der Giebelseite ruht das gusseiserne Balkongitter im ersten Stock auf einem von Säulen getragenen Vorbau. | 1898    | 17.01.1983       | 054             |
| Gedenkkreuz                                            | Gedenkkreuz                                            | Frauenthaler Straße bei Hausnummer 111 | Das Kreuz aus Sandstein besteht aus einem durch einen Rundbogenfries nach oben abgeschlossenen rechteckigen Schaft mit Inschrift, einem korbbogigen Aufsatz mit Konsole und Sakramentsnische und darauf ein Kreuz mit Metallkorpus. Die Inschrift verweist auf die Stifter: O sterbender Jesus stehe mir bei in der furchtbaren Todesstunde Zur Ehre Gottes errichtet von der Familie Felten 1872 | 1872    | 30.09.1987       | 106             |
| Wegekreuz                                              | Wegekreuz                                              | Frauenthaler Straße bei Hausnummer 63  | Auf einem rechteckigen mehrfach abgestuften Schaft steht ein Kreuz mit Metallkorpus. Auf dem rechteckigen Schaft die Inschrift: "Stehe Wanderer betrachte den Tod deines Heilandes" Unter dem Datum 6. VI.1843. steht ein zweites 6. VI.1893, sowie die Initialen N.S. von Nikolaus Schäfer, der das Kreuz anlässlich seines 50-jährigen Dienstjubiläums als Lehrer an der Volksschule Blessem errichten ließ. | 1893    | 04.12.1990       | 138             |
| 2-geschossiges Backsteinhaus                           | 2-geschossiges Backsteinhaus                           | Frauenthaler Straße 118                | Das zweigeschossige verputzte Backsteinwohnhaus liegt traufseitig zur Straße. Die Fassade wird durch einen flachen Mittelrisalit gegliedert. In ihm liegt im Erdgeschoss der Eingang, im Obergeschoss ein stichbogiges Fenster. In den beiden seitlichen Fensterachsen liegen je zwei stichbogige Fenster. Ein Trakt mit großer Hofeinfahrt verbindet das Wohnhaus und ein giebelseitig zur Straße liegendes Wirtschaftsgebäude. | 1896    | 04.11.1993       | 200             |
| Mahnmal / Kriegerdenkmal                               | Mahnmal / Kriegerdenkmal                               | Von-Stephan-Straße                     | Das Kriegerdenkmal auf dem Blessemer Friedhof wurde für die Gefallenen des Ersten Weltkrieges errichtet, auf der Rückseite sind die Namen der Gefallenen des Zweiten Weltkrieges verzeichnet. | 20. Jh. | 04.04.2004       | 348             |
| Gedenkstätte (13 russische Soldaten und Fremdarbeiter) | Gedenkstätte (13 russische Soldaten und Fremdarbeiter) | Von-Stephan-Straße                     | Es handelt sich um die Ruhestätte von sieben russischen Kriegstoten des Zweiten Weltkrieges, die durch Tieffliegerbeschuss oder Bombenabwürfe zu Tode gekommen sind. Die Angaben auf den beiden Gedenktafeln stimmen nicht überein. Nach der russischen Inschrift ruhen dort sieben russische Genossen oder Kameraden (Towarischtsch). Nach der deutschen Inschrift ist hier die Ruhestätte von 13 russischen Soldaten. | 20. Jh. | 05.07.2004       | 349             |

## Belege
1. ↑  Denkmalliste der Stadt Erftstadt, übermittelt durch die Untere Denkmalbehörde Erftstadt
2. ↑  Frank Bartsch, Dieter Hoffsümmer, Hanna Stommel: Denkmäler in Erftstadt. Erftstadt 1998. Kapitel 2.2 Burg Blessem